# Свіфт болівійський
Свіфт болівійський (Streptoprocne zonaris) — вид невеликих птахів родини серпокрильцевих (Apodidae).

## Поширення
Вид поширений на півдні Мексики, в Центральній Америці, на Антильських островах, у Південній Америці. Населяє різноманітні ландшафти. Найбільш поширений у гірських і передгірних вічнозелених лісах, а також у низинних вічнозелених лісах, вторинних лісах і відкритіших середовищах існування, таких як чагарники. За висотою ареал коливається від низин до 3600 м над рівнем моря.

## Підвиди
Виділяють дев'ять підвидів:
- S. z. mexicana Ridgway, 1910 — на півдні Мексики, у Гватемалі та Белізі;
- S. z. bouchellii Huber, 1923 — від Гондурасу та Сальвадору через Нікарагуа та Коста-Рику до Панами;
- S. z. pallidifrons (Hartert, 1896) — Великі та Малі Антильські острови;
- S. z. minor (Lawrence, 1882) — Прибережний хребет (Венесуела); Тринідад; бродяга до Тобаго;
- S. z. albicincta (Cabanis, 1862) — Венесуела та Гвіана;
- S. z. subtropicalis Parkes, 1994 — від західної Венесуели в Андах через Колумбію та Еквадор до Перу;
- S. z. altissima Chapman, 1914 — Анди Колумбії та Еквадору;
- S. z. kuenzeli Niethammer, 1953 — Анди Аргентини, Болівії та Чилі;
- S. z. zonaris (Shaw, 1796) — Болівія, південна Бразилія та Парагвай; бродяга в Уругваї.

## Опис
Цей вид досить великий, довжиною 20-22 см, вагою 90-125 г. Має злегка роздвоєний хвіст. Дорослі особини чорні, позаду глянцево-блакитні та мають ширший білий комір на грудях. Молодші птахи тьмяніші за дорослих, а комір зменшений або відсутній.

## Спосіб життя
Соціальний вид, трапляється зграями по 100 і більше птахів і часто в компанії з іншими птахами. Він має потужний, швидкий і прямий політ і піднімається у термічних потоках на великій висоті. Під час польоту харчується літаючими комахами, зокрема жуками, бджолами та літаючими мурахами. Будує гніздо з мулу, моху та хітину на виступі в печері, зазвичай за водоспадом, і відкладає два білих яйця між березнем і липнем. Гніздиться в горах і пагорбах.